# Păsări crescute pe pășune

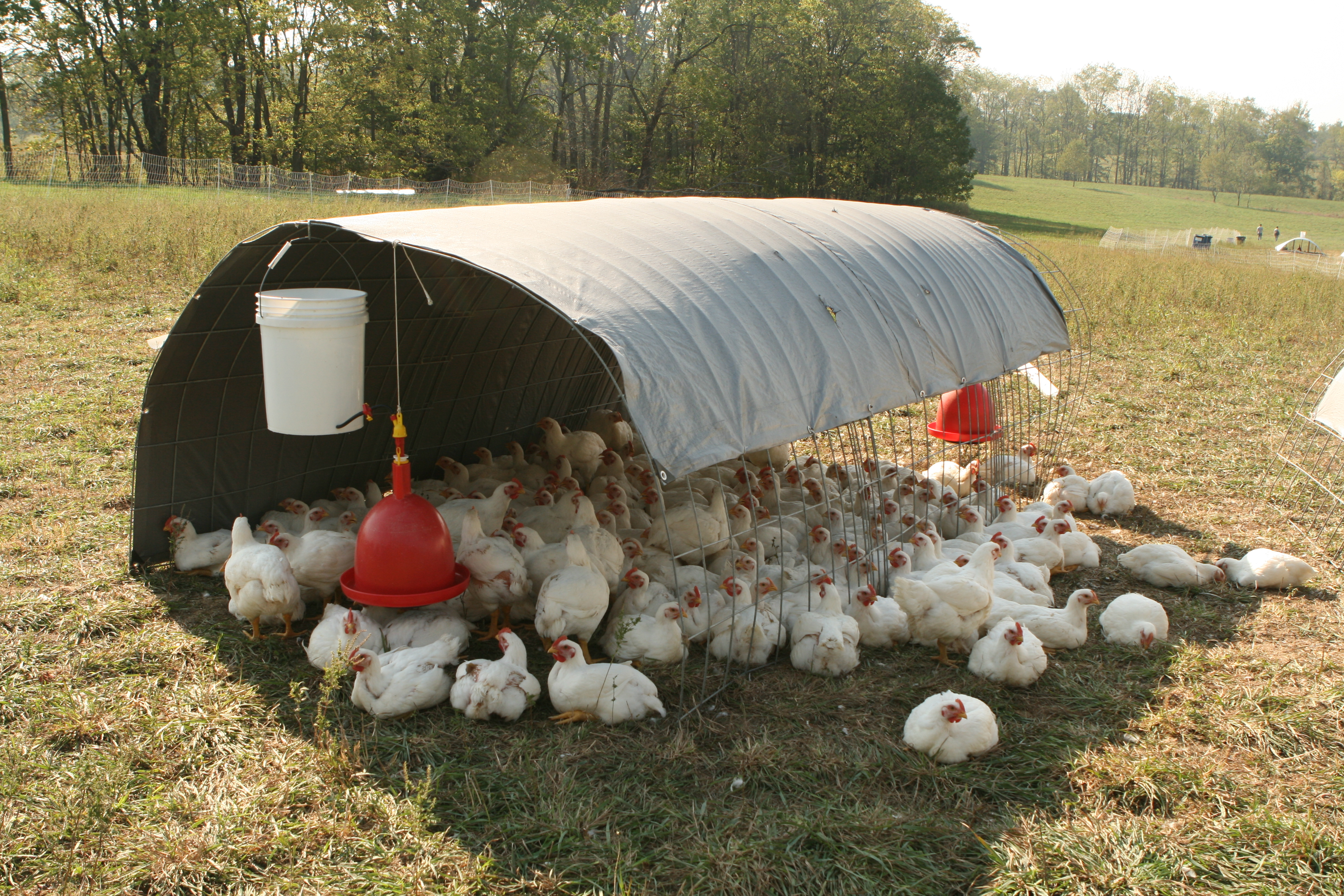
Un sistem de creștere a păsărilor în aer liber pe pășune

Păsările crescute pe pășune, cunoscute și sub denumirea de păsări crescute pentru ouă pe pășune, reprezintă o tehnică de agricultură durabilă ce implică creșterea găinilor ouătoare, a găinilor pentru carne (broiler), a găinilor de Guineea și/sau a curcanilor pe pășuni, în locul creșterii acestora în spații închise, cum ar fi sistemele de cuști sau anumite sisteme „fără cuști” și „libere”, care oferă acces limitat la exterior. Tratamentul uman și beneficiile percepute pentru sănătate ale acestor păsări au dus la o creștere a cererii pentru produsele lor.
Joel Salatin⁠(d), din Swoope, Virginia⁠(d), a contribuit la reintroducerea acestei practici la Ferma Polyface și a scris cartea Pastured Poultry Profits, cu scopul de a împărtăși metoda cu alți fermieri. Andy Lee și Herman Beck-Chenoweth au extins tehnicile lui Salatin și au dezvoltat propriile lor metode.
Asociația Americană a Producătorilor de Păsări pe Pășune (APPPA, în engleză The American Pastured Poultry Producers' Association) a fost fondată pentru a promova creșterea păsărilor pe pășune, având ca membri în principal fermieri care adoptă această practică.
Deși hrănirea cu pășune îmbunătățește calitatea nutritivă a cărnii de rumegătoare, efectul acestei hrăniri asupra compoziției cărnii de pasăre nu este bine stabilit. Un studiu a arătat că hrănirea pe pășune a avut un impact redus asupra conținutului de vitamina E și acizi grași în carnea de pasăre.
Adăposturile pentru păsări pot fi construite din materiale precum lemn și resturi de metal sau din țevi de PVC și prelate albe.

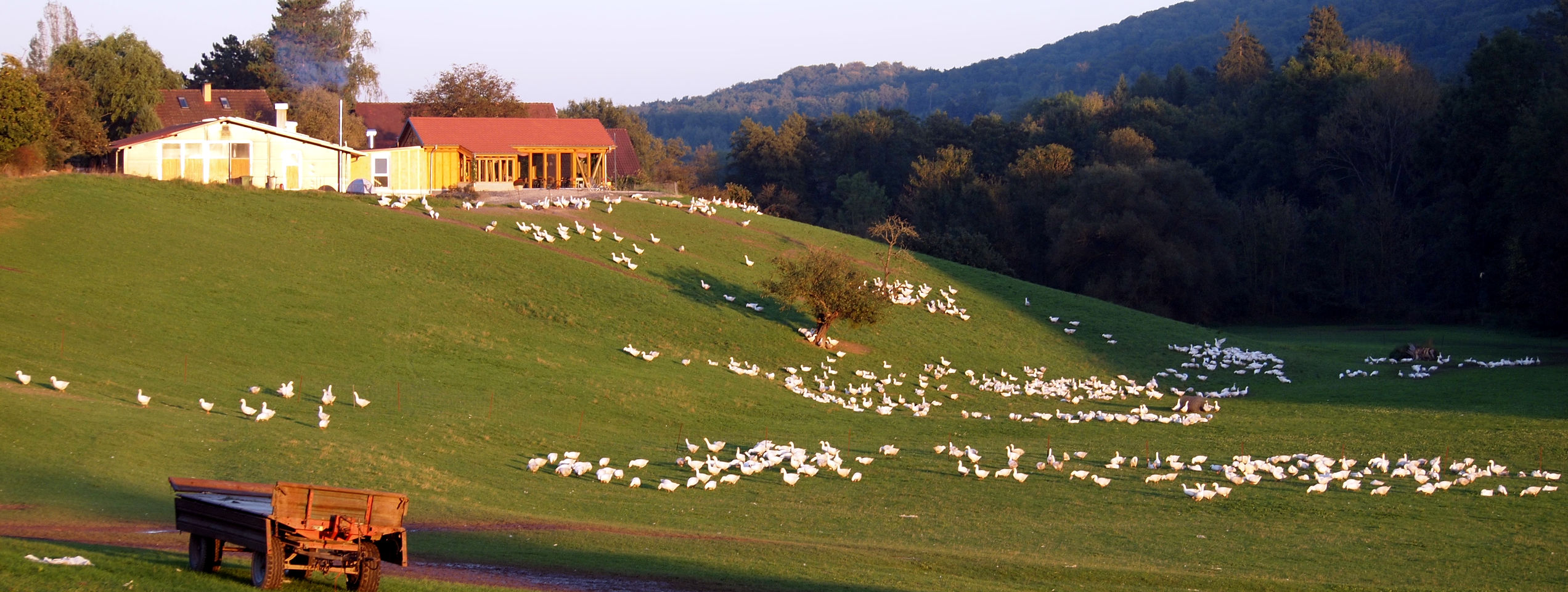
Gâște crescute pe pășune

Creșterea păsărilor pe pășune devine tot mai populară deoarece ajută fermierii să reducă costurile de capital și să îmbunătățească fertilitatea solului. Această practică este foarte potrivită pentru a fi integrată într-un sistem de pășunat intensiv gestionat.
Creșterea păsărilor pe pășune nu se limitează doar la găini și curcani, ci poate include și alte specii, cum ar fi rațele, gâștele și alte păsări domestice.
În Statele Unite ale Americii, termenul „păsări crescute pe pășune” nu este reglementat de Departamentul de Agricultură al Statelor Unite (USDA). Întrucât nu există o definiție legală a acestui termen, producătorii nu sunt obligați să verifice în mod oficial afirmațiile de pe ambalajele produselor, atât timp cât acestea nu induc în eroare consumatorii.

## Păsări libere (Free-range)

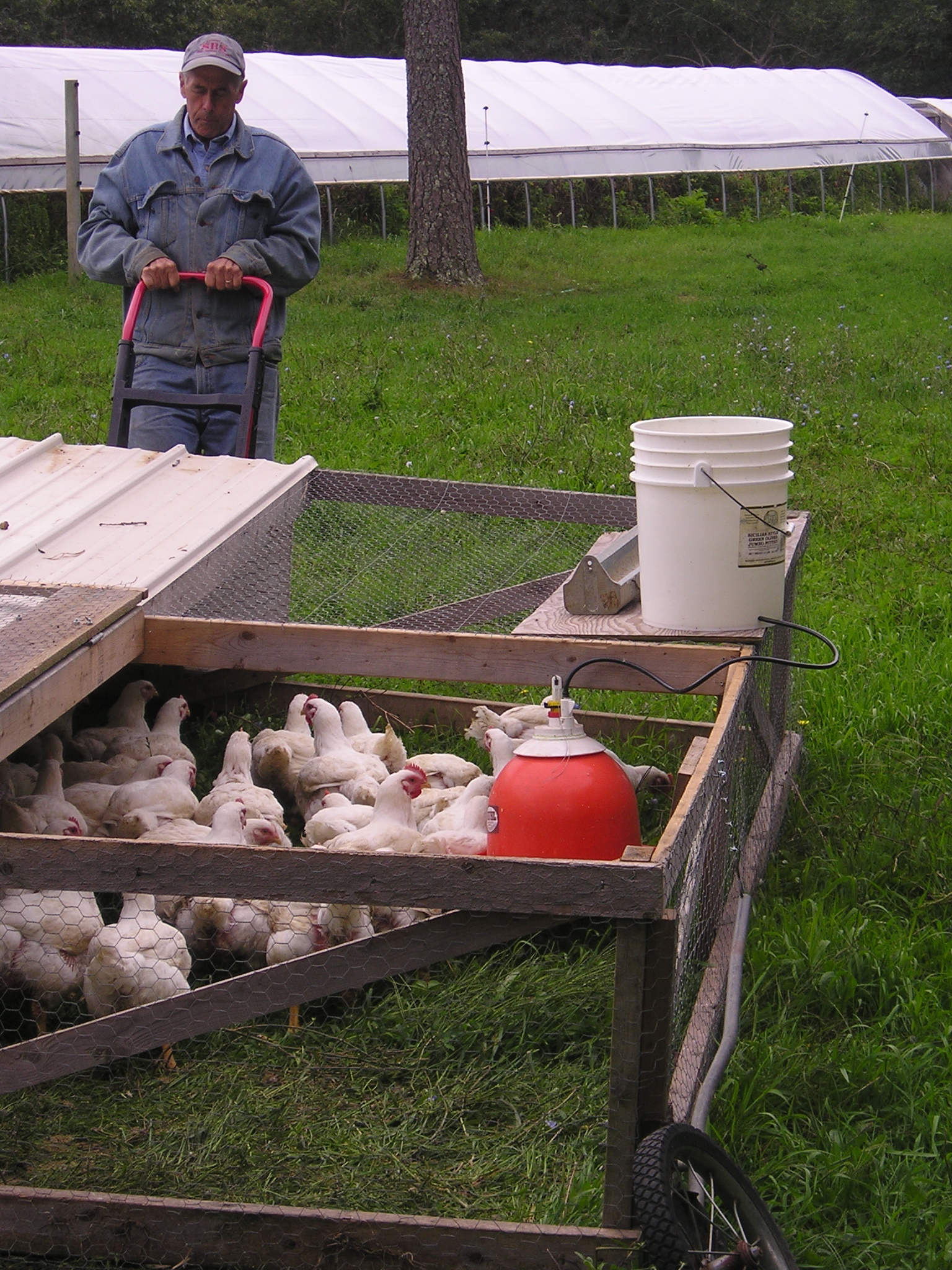
Un tractor pentru păsări, utilizat ca parte a unui sistem de creștere a păsărilor pe pășune

Herman Beck-Chenoweth a reintrodus sistemul de creștere liberă, care a fost predominant în Statele Unite între anii 1930 și 1960. Acest sistem permite păsărilor să se deplaseze liber în timpul zilei, iar noaptea sunt adăpostite în structuri mobile. Utilizarea unui animal de pază, precum câinii din rasa Komondor sau ciobănescul anatolian⁠(d), poate ajuta la protejarea păsărilor de prădători. În sistemele moderne de creștere „free-range” din Statele Unite, păsările sunt crescute în condiții mai puțin aglomerate și au mai multă libertate de a-și manifesta comportamentele naturale, în comparație cu alte sisteme de creștere intensivă.
Deși termenul „free-range” este folosit frecvent, nu se referă direct la pășunat în sensul clasic, ci mai degrabă la accesul la exterior. În contextul creșterii animalelor rumegătoare, „pășunatul” implică vegetație înaltă, de peste 15 cm, în timp ce „range” (raza) se referă la vegetație mai scurtă, de 5-10 cm. Sistemul „free-range” este considerat sustenabil deoarece contribuie la îmbunătățirea calității solului și produce păsări cu oase mai puternice și carne de o textură mai plăcută. Dacă este combinat cu o maturare adecvată a cărnii după sacrificare, rezultă o carne mai fragedă și mai aromată.